# Alan Conway
Alan Conway (Londra, 10 luglio 1934 – 5 dicembre 1998) è stato un truffatore britannico.

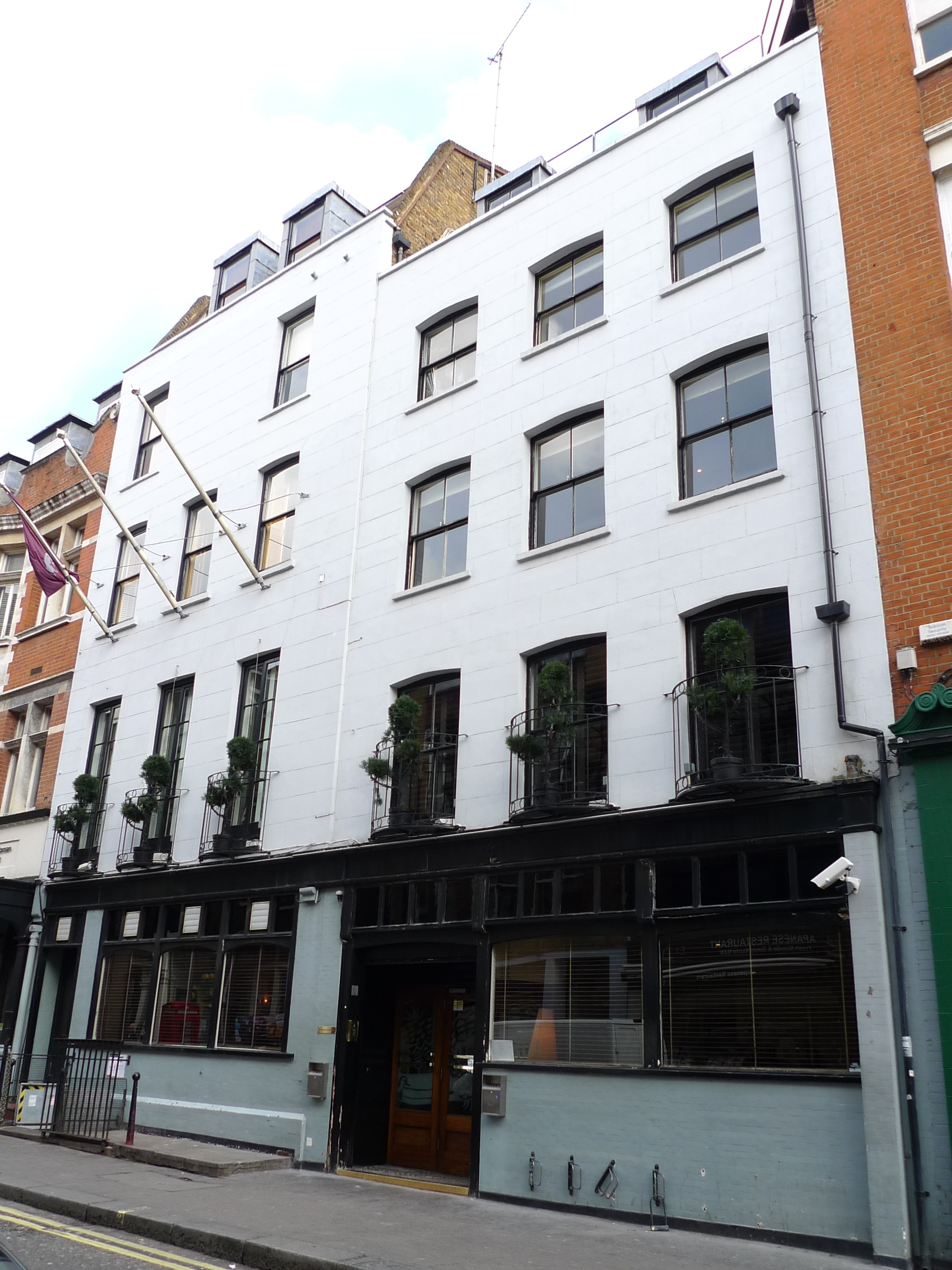
Il Groucho Club, uno dei locali di Londra frequentati da Alan Conway

Grazie alle sue doti interpretative, Conway riuscì a farsi passare, durante gli anni novanta, per il regista Stanley Kubrick, che si era ritirato da tempo dal mondo del cinema. Conway riuscì a ingannare diverse celebrità e personaggi del mondo dello spettacolo, entrando in contatto con il jet set britannico e accedendo gratuitamente ai locali esclusivi di Londra come il Groucho Club. Nonostante Conway si fosse preso gioco di Kubrick, quest'ultimo si dichiarò affascinato da ciò che fece il suo emulatore. Nel 2005 uscì il film Colour Me Kubrick, ispirato agli inganni di Conway.

## Biografia

### La gioventù e le esperienze lavorative
Alan Conway nacque Eddie Alan Jablowsky a Whitechapel, Londra, nel 1934. All'età di 13 anni fu mandato in riformatorio per furto e, nello stesso periodo, cambiò nome in Alan Conn (avrebbe adottato "Conway" in un secondo momento) e a inventare storie sulla sua vita: stando a una di queste, egli era un ebreo polacco che era stato internato in un campo di concentramento nazista. In seguito alla morte di sua madre, Conway si trasferì dal padre. Quando quest'ultimo fu accusato di aver abusato fisicamente del proprio figlio, il sedicenne Conway fu condotto in un orfanotrofio.
In seguito, Conway e sua moglie aprirono un'agenzia turistica che operava ad Harrow, Muswell Hill e nel West End di Londra. Tuttavia, durante gli anni ottanta, Conway divorziò da lei per iniziare una relazione con un uomo che morì di AIDS. La società di viaggi andò in bancarotta e Conway iniziò a soffrire di alcolismo.

### Il falso Kubrick

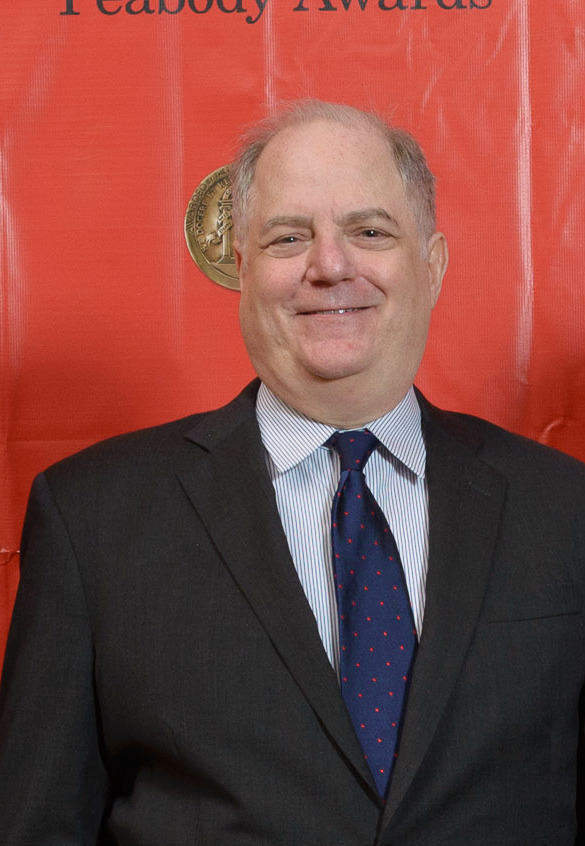
Frank Rich (2014)

Conway iniziò a impersonare Stanley Kubrick a partire dai primi anni novanta, periodo in cui il regista si ritirò a vita privata per circa quindici anni nell'Hertfordshire. Dal momento che Kubrick portava la barba sin dagli anni sessanta e Conway era sbarbato, le persone, che erano il più delle volte ignare di come fosse il vero volto del regista, potevano essere ingannate più facilmente. Conway riuscì a convincere diverse personalità dell'industria dell'intrattenimento, fra cui Julie Walters e Patricia Hayes, di essere il celebre cineasta e a promettere loro di avere ruoli importanti nei suoi film e interviste esclusive. Sfruttando la sua falsa identità, Conway riuscì anche a convincere terzi a farsi pagare dei pasti, dicendo ad essi che il suo studio li avrebbe rimborsati, e a frequentare diversi locali notturni, come il londinese Groucho Club, senza pagare l'ingresso. Sempre emulando il celebre regista, Conway riuscì anche a stringere amicizia con il parlamentare conservatore Fergus Montgomery e il cantante leggero Joe Longthorne.
Dopo aver visto Conway che emulava Kubrick al ristorante Joe Allen di New York, Frank Rich, un critico teatrale del New York Times, invitò Conway al suo tavolo convinto che fosse il regista di 2001: Odissea nello spazio e Arancia meccanica. Essendo Conway omosessuale, Rich si convinse che anche Kubrick lo fosse. Rich e i suoi amici giornalisti erano entusiasti della prospettiva di un'intervista esclusiva con Stanley Kubrick. Successivamente, dopo aver contattato i dirigenti della Warner Brothers, che erano a conoscenza della truffa, il critico si accorse di essere stato ingannato.
Dopo essere venuto al corrente dell'imbroglio, l'avvocato di Kubrick informò il suo assistito dell'esistenza di un impostore, ma il regista si dichiarò affascinato dall'idea che aveva avuto Conway. Al contrario, Christiane, la moglie di Kubrick,  ne fu scioccata e dichiarò che «è stato un incubo assoluto. Questo strano doppelgänger che fingeva di essere Stanley. Riesci a immaginare l'orrore?»

### L'arresto e la morte

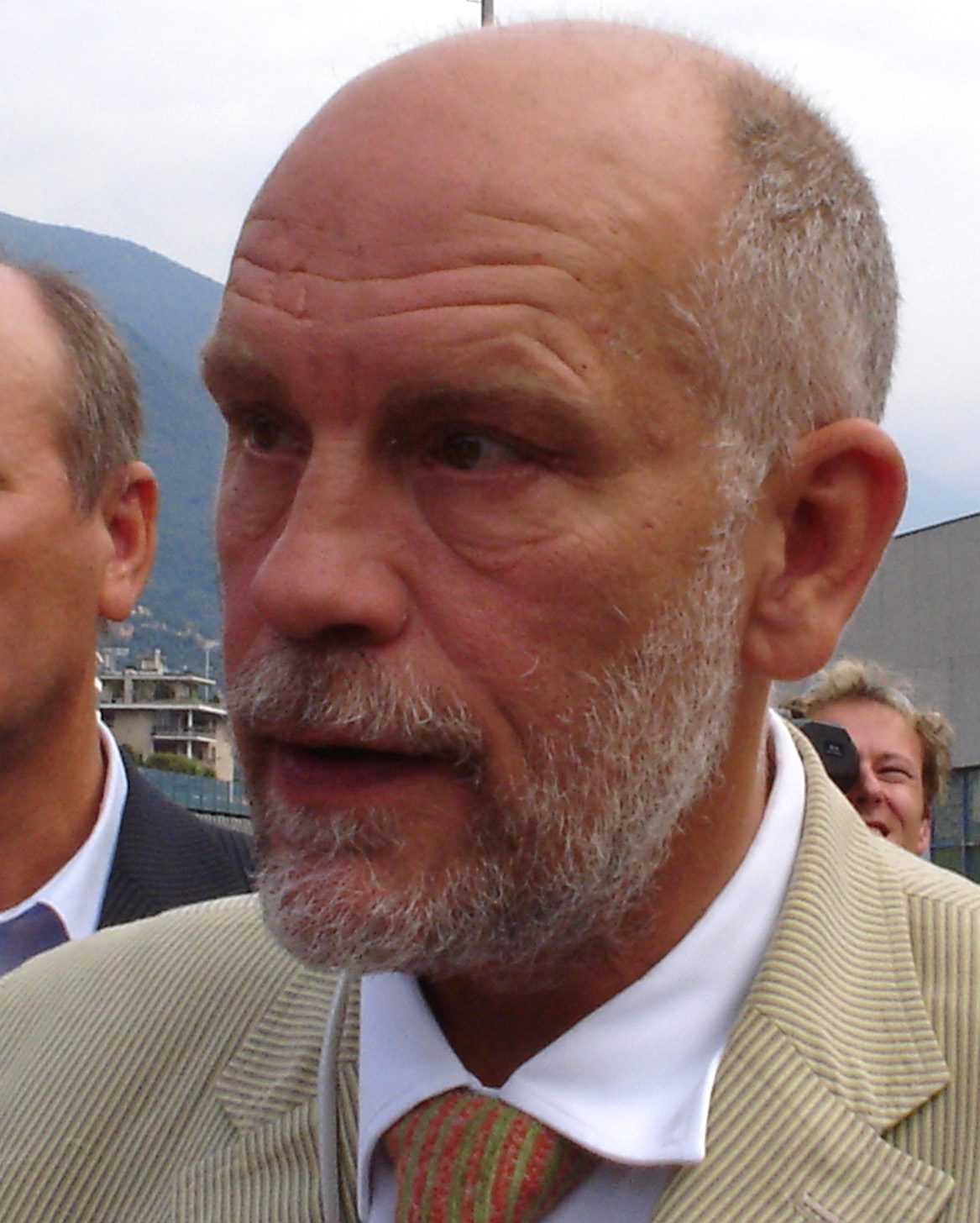
John Malkovich a Locarno, in Svizzera (2005)

Conway fu arrestato quando venne sorpreso a firmare un prestito bancario che firmò utilizzando il nome del regista e ricoverato in un reparto psichiatrico di un ospedale locale. Il truffatore ammise quindi di aver creduto di essere il vero regista e che "avrebbe potuto continuare così fino a quando sarebbe morto". Dal momento che le molte vittime di Conway fossero alquanto imbarazzate ad ammettere i loro trascorsi con il finto regista, le loro accuse furono ritirate. Conway era stato individuato in parte grazie gli sforzi di Anthony Frewin, assistente personale del regista,  che, anni più tardi, scrisse la sceneggiatura del film Colour Me Kubrick (2005), biografia basata sugli inganni di Conway e a cui prese parte John Malkovich nel ruolo del protagonista. Secondo quanto riporta Jamie Frater, "le sue personificazioni erano perlopiù frutto di una forma di delirio fanatico che di un piano attentamente studiato."
Conway morì nel dicembre 1998 per problemi cardiaci e molto indebitato (si presume che dovesse restituire migliaia di sterline a diverse società come l'American Express e la Barclaycard), tre mesi prima che anche il vero Stanley Kubrick spirasse a causa di un infarto.